# Neuseeländische Billie-Jean-King-Cup-Mannschaft
Die neuseeländische Billie-Jean-King-Cup-Mannschaft ist die Tennisnationalmannschaft von Neuseeland, die im Billie Jean King Cup eingesetzt wird. Der Billie Jean King Cup (bis 1995 Federation Cup, 1996 bis 2020 Fed Cup) ist der wichtigste Wettbewerb für Nationalmannschaften im Damentennis, analog dem Davis Cup bei den Herren.

## Geschichte
1965 nahm Neuseeland erstmals am Billie Jean King Cup teil. Das bisher beste Abschneiden gelang in den Jahren 1965 und 1971 mit dem Erreichen des Viertelfinales.

## Teamchefs (unvollständig)
- Marcel Vos ?–2010
- Pavlina Nola 2013–2014
- Neil Carter, seit 2017

## Bekannte Spielerinnen der Mannschaft
- Judy Chaloner
- Belinda Cordwell
- Marina Eraković
- Abigail Guthrie
- Emma Hayman
- Sacha Jones
- Chris Newton
- Julie Richardson